# 猪飼敬所
猪飼 敬所（いかい（いがい） けいしょ、宝暦11年3月22日（1761年4月26日） - 弘化2年11月10日（1845年12月8日））は、日本の江戸時代後期の折衷学派の儒学者。名は彦博（よしひろ）、字は文卿、希文。近江国出身。京都儒学の代表者といわれる。

## 人物
経書や史書など、各種書物に詳しく、大和の儒学者谷三山の質問数十条にも答えたように、たいへん博識であった。中でも経書、特に三礼に精通していた。著作に「論孟考文」「管子補正」などがある。
初めは石田梅岩の心学に傾倒して手島堵庵に師事するが、天明3年（1783年）に儒学を志して巌垣竜渓の門下に入る。京都、淡路洲本、但馬豊岡など各地で講説。天保2年（1831年）伊勢津藩主藤堂高猷に招かれて津藩儒となる。天保3年（1832年）9月8日、伊勢の津へ行くに際し挨拶のため頼山陽を訪れたが、山陽が瀕死の床にあるとは知らず、歴史を論じて北朝正統論を強く主張し、「今の朝廷は北朝の系統であるから、君は北朝の臣ではないか」といって山陽の怒りを買った。しかし、敬所は自説を曲げなかった。山陽は、9日後の9月17日にこの論争について篠崎小竹に語り、その6日後に没した。
天保9年（1838年）、藩主や門人の願いにより、京都から津に移住。晩年は両目を失明したが、それでも藩主に対し講義を続けた。弘化2年（1845年）11月10日死去、享年85。
大正13年（1924年）、従五位を追贈された。
現在、津市立西橋内中学校の北隣にある龍津寺の門前に、猪飼敬所先生墓所と刻んだ石柱が建っている。

## 著書
- 『猪飼敬所遺著』
  - 『敗鼓録』
  - 『神山元策四礼答』
  - 『儀礼礼節改正図』
  - 『文公家礼儀節正誤』
  - 『名典二詮考』
  - 『北辰考』
  - 『雑抄』
  - 『乙卯雑抄』
  - 『管豹録』
  - 『逸史糾繆』
  - 『三餘漫筆』
  - 『春秋左伝補註』
  - 『崇倹録』
- 『論孟考文』
- 『管子補正』
- 『荀子』（共著）
- 『論語集説』
- 『葛原詩話標記』
- 『讀禮肆考』
  - 『深衣考』
  - 『凶服考』
  - 『寢廟堂室考』
  - 『周量考』